# 1826 en littérature
| Années de la littérature : 1823 - 1824 - 1825 - 1826 - 1827 - 1828 - 1829    |
| Décennies de la littérature : 1790 - 1800 - 1810 - 1820 - 1830 - 1840 - 1850 |

Cet article présente les faits marquants de l'année 1826 en littérature.

## Évènements
- 4 juin : Honoré de Balzac, s’associe avec André Barbier et installe son imprimerie rue des Marais-Saint-Germain (aujourd'hui rue Visconti)[1].
- 17 août : Louis Hachette fonde une maison d'édition à Paris[2].

## Parutions

### Journaux
- Le catholique, revue du baron d’Eckstein.
- Octobre : le journal saint-simonien Le Producteur cesse de paraître.

### Essais
- François Guizot : Histoire de la révolution d’Angleterre (1826-1827).
- Paul Safarik (slovaque) : Histoire des langues et littératures slaves dans leurs différents dialectes.

### Poésie
- Victor Hugo : Odes et Ballades.
- Alfred de Vigny : Poèmes antiques et modernes.

### Romans
- Benjamin Disraeli (anglais) : Vivian Grey.
- Alfred de Vigny : Cinq-Mars, roman historique à succès.
- Victor Hugo : Bug-Jargal.
- Honoré de Balzac (sous anonymat) : l’Excommunié.

## Principales naissances
- 15 janvier : Clementine Abel, femme de lettres allemande, auteur d'ouvrages pour la jeunesse.
- 14 novembre : François Pardigon, écrivain et révolutionnaire français.

## Principaux décès
- Louise-Alexandrine de Guibert, femme de lettres française (° 1765).